# 石川町立石川小学校
石川町立石川小学校（いしかわちょうりつ いしかわしょうがっこう）は、福島県石川郡石川町にある町立小学校。2015年4月に、石川町内の小学校6校を統合し、校舎も新築して新設された。
以下では、本校の開校にともなって廃止された同名の学校についても、旧・石川小学校として併せて解説する。

## 概要
現在の石川小学校の統合新設より以前、石川町には小学校が8校あったが、2012年の時点で、このうち、母畑小学校、中谷第一小学校、中谷第二小学校、山形小学校、南山形小学校は、生徒数が少なく、複式学級による運営を余儀無くされていた。
石川小学校の新設により、石川町内の小学校は、石川町立沢田小学校、石川町立野木沢小学校と合わせて3校のみとなったが、存続となった2校についても、今後、複式学級を要する事態となれば、石川小学校への統合が検討されることとなっている。

## 旧・石川小学校
ここで旧・石川小学校と呼ぶ、2015年3月までの石川町立石川小学校は、その起源が1872年（明治5年）の学制を受けて1873年（明治6年）に開設された石川小学校に遡る。以降、制度変更を重ねながら学校は存続し、1947年3月に国民学校が廃止されると、校名は石川町立石川小学校となった。また、同年11月には、PTA（父母と教師の会）が結成されたが、文部省がPTAの結成を促した1948年11月に先んじたものであった。
1999年に国旗及び国歌に関する法律が制定されるより20年あまり前の1978年、当時の校長だった吉田良一は、愛校心とともに「愛国心を育てたい」として、校内のすべての教室に、板に布地を張る形で、校旗とともに日の丸を掲げさせた。当時、このような取り組みは全国的にも稀であり、物議をかもすことになった。
2010年代には、石川町内の小学生の半数近く（年度によっては半数以上）が旧・石川小学校に学んでいた。
統合後の石川小学校が、校地を移転して新築された後、旧・石川小学校の校舎は全面的に改装され、新たに石川町立図書館などを収容する文教福祉複合施設モトガッコが、2019年4月に開設された

## 進学先中学校
- 石川町立石川中学校[3]。

## 交通
- JR水郡線磐城石川駅より、徒歩15分[1]。